# Tad l'explorateur : À la recherche de la cité perdue
Série
Tad et le Secret du roi Midas
(2017)
Pour plus de détails, voir Fiche technique et Distribution.
Tad l'explorateur : À la recherche de la cité perdue (Las aventuras de Tadeo Jones) est un long métrage d'animation espagnol réalisé par Enrique Gato et sorti en Espagne en 2012. C'est un film d'aventure animé en images de synthèse et utilisant la technique du cinéma en relief. Le film a donné lieu à deux suites : Tad et le Secret du roi Midas (2017) puis Tad l'explorateur et la table d'émeraude (2022).

## Synopsis
Pendant son enfance, Tad Jones rêvait de devenir archéologue ; devenu adulte, il doit travailler sur un chantier de construction. Mais il finit par trouver moyen de réaliser son rêve et se lance bientôt dans la quête d'une légendaire cité perdue.

## Fiche technique
- Titre : Tad l'explorateur : À la recherche de la cité perdue
- Titre original : Las aventuras de Tadeo Jones
- Réalisation : Enrique Gato
- Scénario : Verónica Fernández, Jordi Gasull, Neil Landau, Ignacio del Moral, Diego San José (dialogues additionnels), sur une histoire de Javier López Barreira et Gorka Magallón
- Musique originale : Zacarías M. de la Riva
- Montage : Alexander Adams
- Direction artistique : Juan Jesús García Galocha
- Production : Álvaro Augustín, Ghislain Barrois, Jordi Gasull, Nicolás Matji, Ezequiel Nieto, Edmon Roch, César Vargas
- Studios de production : El Toro Pictures, Lightbox Entertainment, Ikiru Films, en collaboration avec Telefónica Producciones et Telecinco Cinema
- Studios de distribution : Paramount Pictures (Espagne, tous supports), Studiocanal (ventes internationales ; France, sortie en salles)
- Pays de production :  Espagne
- Langue : espagnol
- Format : couleur
- Cadrage : 1,85:1
- Budget : 5 000 000 $
- Durée : 91 minutes
- Dates de sortie : 
  - Espagne : 31 août 2012
  - France : 4 juin 2012 (avant-première au Festival d'Annecy) ; 17 avril 2013 (sortie en salles)

## Distribution

### Voix originales
- Oscar Barberán : Tadeo
- Michelle Jenner : Sara
- José Mota : Freddy
- Miguel Ángel Jenner : Kopponen
- Carles Canut : le professeur Humbert
- Pep Anton Muñoz : Max Mordon
- Luis Posada : la momie

### Voix anglaises
- Kerry Shale : Tad Jones
- Fiona Glascott : Sara Lavroff
- Lewis MacLeod : Freddy
- Adam James : Max Mordon
- Mac McDonald : le professeur Lavroff / Humbert
- Bruce Mackinnon : la momie
- Liza Ross : Grand-mère
- Maria Darling : Tad Jones (jeune)

### Voix françaises
- Éric Judor : Tad Stones
- Marie-Eugénie Maréchal : Sara Lavroff
- Emmanuel Garijo : Freddy
- Emmanuel Curtil : Max Mordon
- Yves Barsacq : le professeur Lavroff
- Patrice Dozier : le professeur Humbert
- Lucie Dolène : Grand-mère
- Miglen Mirtchev : Kopponen
- Guillaume Lebon : la Momie
- Oscar Pauwels : Tad enfant

Source : AlloDoublage

## Production
Le film reprend et approfondit le personnage de Tadeo Jones (dont le nom fait allusion à Indiana Jones) d'abord créé pour un court métrage réalisé en 2006, Tadeo Jones, qui remporte le Prix Goya du Meilleur court métrage d'animation cette année-là, puis repris dans un second court métrage, Tadeo Jones y el sótano maldito (Tadeo Jones et le sous-sol maudit) en 2007,.
Le film fait l'objet d'une importante campagne de publicité en Espagne avant sa sortie.
Les références à l'univers d'Indiana Jones abondent dans le film, allant jusqu'à reprendre une idée abandonnée par Spielberg pour Les aventuriers de l'arche perdue : le méchant a un bras métallique.

## Accueil critique
En France, le film ne bénéficie pas d'une très grande couverture médiatique. Le site Allociné recense 8 critiques de presse et attribue sur leur base une note moyenne de 3 sur 5 au film. Les critiques jugent le film divertissant et convenablement ficelé. L'humour et le scénario sont les points forts du film : Le Monde apprécie son comique de situation, Le Parisien le juge « pas mal ficelé », Positif y voit « un honnête divertissement », Télérama remarque « la vélocité du scénario (...), les trouvailles cocasses (...) et un humour tout en second degré ». Le critique d' Ecran large, peu enthousiaste, admet néanmoins que le film est « Moins raté que la plupart des productions européennes en images de synthèse » et constitue un « sous Indiana Jones amusant ». Les critiques du quotidien généraliste Le Parisien et du magazine spécialisé en cinéma Positif remarquent qu'il se destine avant tout à un public enfantin. La qualité de l'animation divise en revanche les critiques : dans Le Monde, Sandrine Marques note les « qualités techniques » du film. En revanche, Renaud Baronian du Parisien estime l'animation « pas très reluisante » et Xavier Leherpeur dans Télérama trouve qu'elle « manque d'allant et [que] l'expressivité des personnages reste minimaliste ».

## Box office
À sa sortie en Espagne fin août 2012, le film est un succès commercial, avec 2 718 401 entrées, au point de devenir le deuxième film le plus rentable de 2012 dans ce pays (après le film catastrophe espagnol The Impossible),.
| Rang | Titre du film                                        | Entrées    |
| ---- | ---------------------------------------------------- | ---------- |
| 1    | The Impossible                                       | 6 018 350, |
| 2    | Twilight, chapitre V : Révélation                    | 3 310 542, |
| 3    | Le Hobbit : Un voyage inattendu                      | 2 993 960, |
| 4    | Tad l'explorateur : À la recherche de la cité perdue | 2 718 401, |
| 5    | Intouchables                                         | 2 580 856, |

En France, le film rassemble 280 560 entrées.

## Distinctions
Tad l'explorateur remporte plusieurs prix en Espagne en 2013. Lors des prix du Cercle des auteurs espagnols à Madrid, il remporte le prix du meilleur long métrage d'animation (Mejor Largometraje de Animación), le prix de la révélation de réalisation (Mejor Director Revelación, pour Enrique Gato) et le prix du meilleur scénario adapté (Mejor Guión Adaptado) pour les scénaristes ; il figure également parmi les finalistes pour le prix de la meilleure musique (Mejor Música). Lors de la cérémonie des prix Gaudí, Tad l'explorateur remporte le prix du meilleur film d'animation et le prix des meilleurs effets visuels/effets spéciaux ; il fait aussi partie des finalistes pour le prix de la meilleure musique originale et le prix du meilleur son. Lors de la 27e cérémonie des Goyas, le film remporte le prix Goya du meilleur film d'animation, le prix du meilleur nouveau réalisateur et le prix du meilleur scénario catégorie adaptations ; la chanson Te voy a esperar de Juan Magán fait partie des finalistes pour le prix Goya de la meilleure chanson originale, mais ne remporte pas le prix.

## Suites
Une suite intitulée Tadeo Jones 2: El secreto del Rey Midas est sortie le 25 août 2017 en Espagne en 2D et 3D. En France, elle sort le 16 mai 2018 sous le titre Tad et le Secret du roi Midas .
Le 24 août 2022, un troisième film sort au cinéma : Tad l'explorateur et la table d'émeraude.